# Guayana – Kult der Verdammten
Guayana – Kult der Verdammten (Originaltitel: Guyana, el crimen del siglo) ist ein 1979 entstandenes Filmdrama aus mexikanisch-spanisch-panamaischer Produktion. Der Film lehnt sich an das Jonestown-Massaker vom 18. November 1978 an, bei dem über 900 Anhänger der Gruppe Peoples Temple des Sektenführers Jim Jones Selbstmord begingen. Für den Film wurden Namen von Personen und Orten leicht abgewandelt.

## Handlung
Der fanatische Sektenführer James Johnson zieht mit seiner Gefolgschaft von knapp 1000 Personen in das südamerikanische Guyana, um dort der Korruption der zivilisierten Welt zu entfliehen. Die Sekte erbaut ihre Heimstatt, die den Namen Johnsontown trägt. Für einige Sektenmitglieder wird das Leben jedoch unerträglich. Johnson tyrannisiert die Leute mit Brutalität und Grausamkeit.
Im November 1978 will der Kongressabgeordnete Lee O’Brien verschiedenen Berichten nachgehen, nach denen in Johnsontown Sektenmitglieder gegen ihren Willen festgehalten werden. Mit mehreren Reportern macht er sich auf den Weg nach Südamerika.
Im Sektencamp gibt sich Johnson gegenüber den Reportern als freundlich und rechtschaffen. Doch schon bald bemerken O’Brien und die Reporter verschiedene Missstände. Mit einigen Leuten, die die Sekte verlassen wollen, machen sich O’Brien und die Reporter auf den Weg zum Flugplatz, um abzufliegen. Johnson lässt O’Brien und die Reporter ermorden und ordnet den Massenselbstmord der Sekte an.

## Kritiken
Das Lexikon des internationalen Films schrieb: „Das authentische Ereignis [...] ist das Handlungsmaterial für ein scheindokumentarisch aufbereitetes, billiges Spekulationsprodukt – extrem grausam und selbstgefällig“.
Roger Ebert schrieb, der Film erbringe absolut keine Erkenntnisse. Er nutze menschliches Leid für Profit aus. Der Verleiher und die Vertreiber sollten sich schämen.
Das TimeOut Magazin beschrieb das Werk als jämmerliche Mixtur, die uninformativ und ermüdend sei, und kritisierte zugleich die Betonung auf sensationslüsterne Sex- und Folterszenen.
Der TVGuide bezeichnete den Film als bösartig und hässlich sowie als langweilige Beschreibung der Tragödie.

## Hintergrund
Der Film wurde am 20. September 1979 in Mexiko uraufgeführt. In den US-amerikanischen Kinos erschien er am 25. Januar 1980. In Deutschland kam er als Videopremiere 1982 in den Verleih, unter anderem auch mit dem Titel Trip in die Hölle. Gegenüber der mexikanischen Version war die deutsche Fassung um 25  Minuten (?)  gekürzt.
Als Mitglieder des Reporterteams sind u. a. Armando Calvo und Juan Luis Galiardo zu sehen. Sektenmitglieder werden u. a. von Carlos Riquelme, Edith González dargestellt.
Zu Beginn wird angegeben, dass die Geschichte wahr sei, nur die Namen seien verändert worden. So heißt die Sektengemeinde im Film Johnsontown, die echte Siedlung trug den Namen Jonestown. Im Film nennt sich der Sektenführer James Johnson, die originale Person hieß Jim Jones. Auch der Name des Kongressabgeordneten wurde geändert. Der originale Leo J. Ryan hieß im Film Lee O’Brien. Das Sektenmitglied Sharon Amos wurde im Film zu Susan Ames.